# 毛叶五味子
毛叶五味子（学名：Schisandra pubescens），为五味子科五味子属下的一个植物变种。